# Forêt humide
Une forêt humide est une forêt recevant des précipitations abondantes, avec une pluviométrie entre 1 750 et 2 000 mm/an.

## Forêt tempérée humide

Localisation des forêts tempérées humides.

La forêt tempérée humide est un type de forêt tempérée sempervirente. Composée de conifères ou de feuillus, on la trouve aux latitudes tempérées, dans des zones où les précipitations sont abondantes.
La plupart de ces forêts se trouvent dans des climats océaniques humides :
- Nord-ouest de l'Amérique du Nord, de la Californie au sud-est de l'Alaska ;
- Nord-ouest de l'Europe : îles Britanniques, Bretagne, Norvège ;
- Sud du Chili ;
- Sud-est de l'Australie (Tasmanie, Victoria), Nouvelle-Galles du Sud ;
- Côte ouest de l'île sud de la Nouvelle-Zélande.

## Forêt tropicale humide

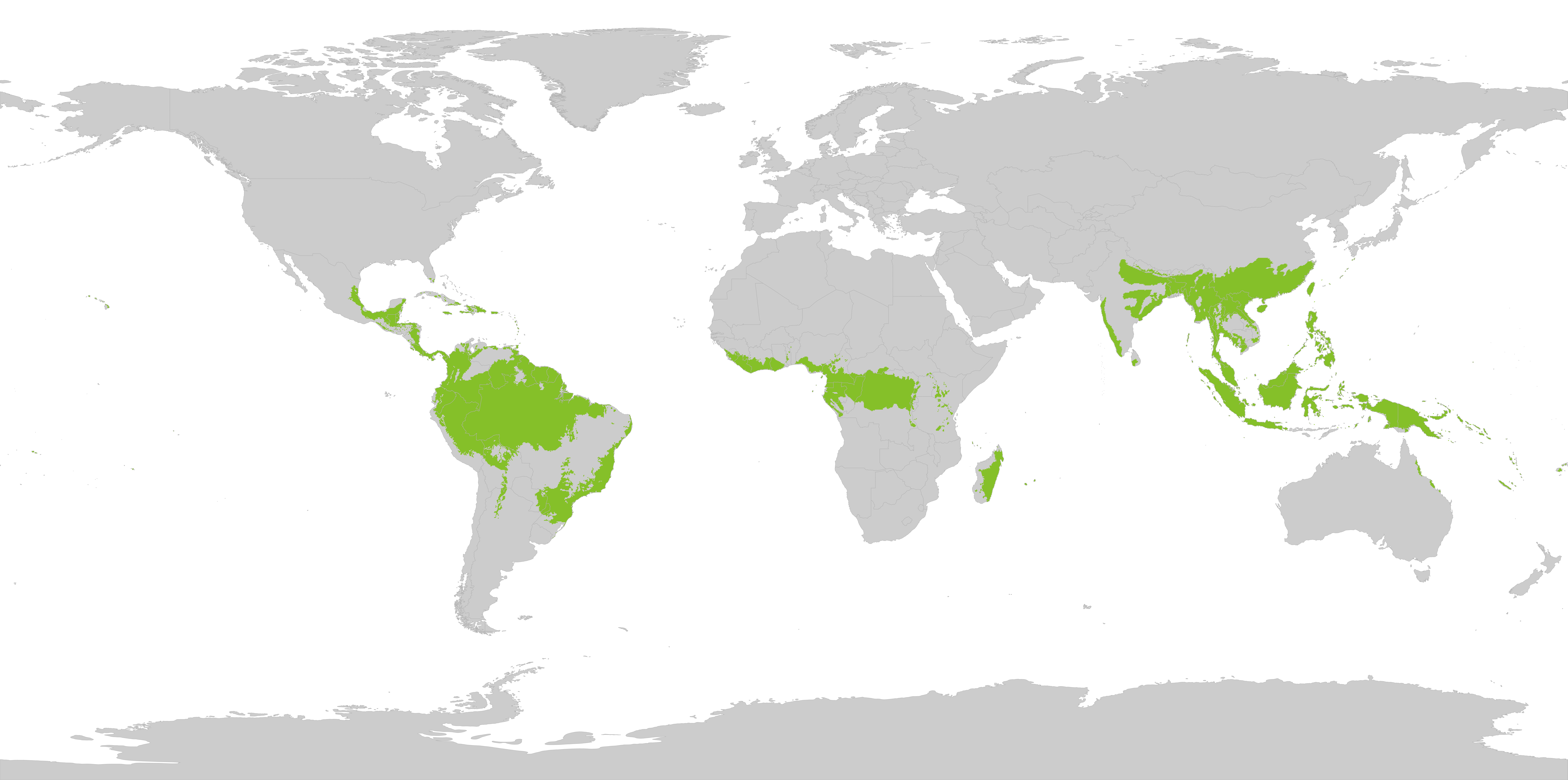
Localisation des forêts tropicales humides.

La forêt tropicale humide est située dans les régions de la zone intertropicale soumises à un climat équatorial ou tropical.
Elle occupe un peu moins d'un dixième de la superficie de toutes les forêts, soit 12,3 millions de km², mais elle abrite le plus de biodiversité spécifique.